# De Vogels Van Holland
De Vogels Van Holland (Os pássaros da Holanda) foi a canção representante da Holanda no Festival Eurovisão da Canção 1956. A música foi interpretada por Jetty Paerl. Esta foi a primeira canção representante da Holanda na Eurovisão e também a primeira a ser interpretada num palco eurovisivo e a primeira daquela noite, antes da primeira canção helvética "Das alte Karussell", interpretada por Lys Assia.

## Autores
| Autores da canção             |
| ----------------------------- |
| Letrista: Annie M. G. Schmidt |
| Compositor: Cor Lemaire       |
| Orquestrador: Fernando Paggi  |

## Letra
A canção é do género chanson, popular nos primeiros anos do concurso, a música é sobre os titulares "Birds of Holland". Paerl canta que eles são especialmente musicais, aprendendo a "twitter no início da adolescência / Então, eles podem celebrar a primavera na Holanda". Ela continua a explicar que é a natureza única do clima holandês e da fidelidade de meninas holandesas que fazem com que as aves do país cantem. Parece, de fato, que as aves da Holanda realmente cantam letras, como eles estão em contraste com "os pássaros franceses", "os pássaros japoneses" e "os pássaros chineses", todos que cantam "tudeludelu" (um som de cerca de aproximar o canto dos pássaros).
De acordo com o Des Mangan esta música deu o tom para a tradição da Eurovisão de letras sem sentido, embora admita que existem outros concorrentes para tal afirmação também.